# Fotu Lokotui
Pas d'image ? Cliquez ici

a Compétitions nationales et continentales officielles uniquement.

b Matchs officiels uniquement.
Dernière mise à jour le 21 juillet 2025.
Fotu Lokotui, né le 19 mars 1992 aux Tonga, est un joueur de rugby à XV international tongien évoluant au poste de troisième ligne aile. Il évolue avec le Niort Rugby Club en Nationale depuis 2025. Il mesure 1,80 m pour 110 kg.

## Carrière

### En club
Fotu Lokotui commence sa carrière professionnelle en 2016, lorsqu'il rejoint l'équipe néo-zélandaise des Counties Manukau évoluant en NPC, après plusieurs années à jouer avec le club du Patumahoe RFC dans le championnat de cette province. Après avoir joué qu'une seule rencontre lors de sa première saison, il devient un titulaire régulier de la province lors des deux saisons de NPC suivantes.
En 2019, il rejoint l'équipe des Asia Pacific Dragons (en), basée à Singapour et évoluant en Global Rapid Rugby. Il joue la première moitié de la saison avec cette équipe avant de rejoindre la franchise samoane des Kagifa Samoa (en) dans ce même championnat pour disputer le seconde moitié.
Après la Coupe du monde disputée avec son pays, il rejoint jusqu'à la fin de la saison en cours le club anglais des Doncaster Knights en Championship. Il effectue une saison pleine avec son nouveau club, disputant douze rencontres et marquant trois essais.
En 2020, il est recruté par l'équipe écossaise des Glasgow Warriors en Pro14. Il ne joue qu'une saison avec la province, et dispute treize matchs pour trois essais marqués.
Il rejoint la saison suivante le club français du SU Agen, récemment relégué en Pro D2,. Auteur de bonnes performances lors de sa première saison, il s'impose rapidement au sein de l'effectif agenais,. Engagé à l'origine pour une saison, il prolonge alors son contrat pour trois saisons supplémentaires, soit jusqu'en 2025. À la fin de son contrat, et après quatre saisons à Agen, il n'est pas conservé et quitte le club,.
Il reste ensuite en France, et s'engage avec le Niort RC pour la saison 2025-2026 de Nationale.

### En équipe nationale
Fotu Lokotui a joué avec l'équipe des Tonga des moins de 20 ans en 2012, disputant à cette occasion le trophée mondial des moins de 20 ans, où son équipe termine à la troisième place.
Il joue également avec l'Équipe des Tonga de rugby à sept à partir de 2012, disputant le tournoi de Gold Coast de lors de la saison 2012-2013 des World Rugby Sevens Series. En 2019, il participe au tournoi de qualification de Hong Kong.
Il est sélectionné pour la première fois avec l'équipe des Tonga en novembre 2017, et obtient sa première cape internationale le 18 novembre 2017 à l'occasion d'un test-match contre l'équipe du Japon à Toulouse.
En 2019, il est retenu dans le groupe tongien pour disputer la Coupe du monde au Japon. Il ne joue qu'un seul match lors de la compétition, face à l'Argentine.

## Palmarès

### En équipe nationale
- 17 sélections avec les Tonga depuis 2017.
- 0 point.

- Participation à la Coupe du monde 2019 (1 match).